# Jean-Baptiste Decoster

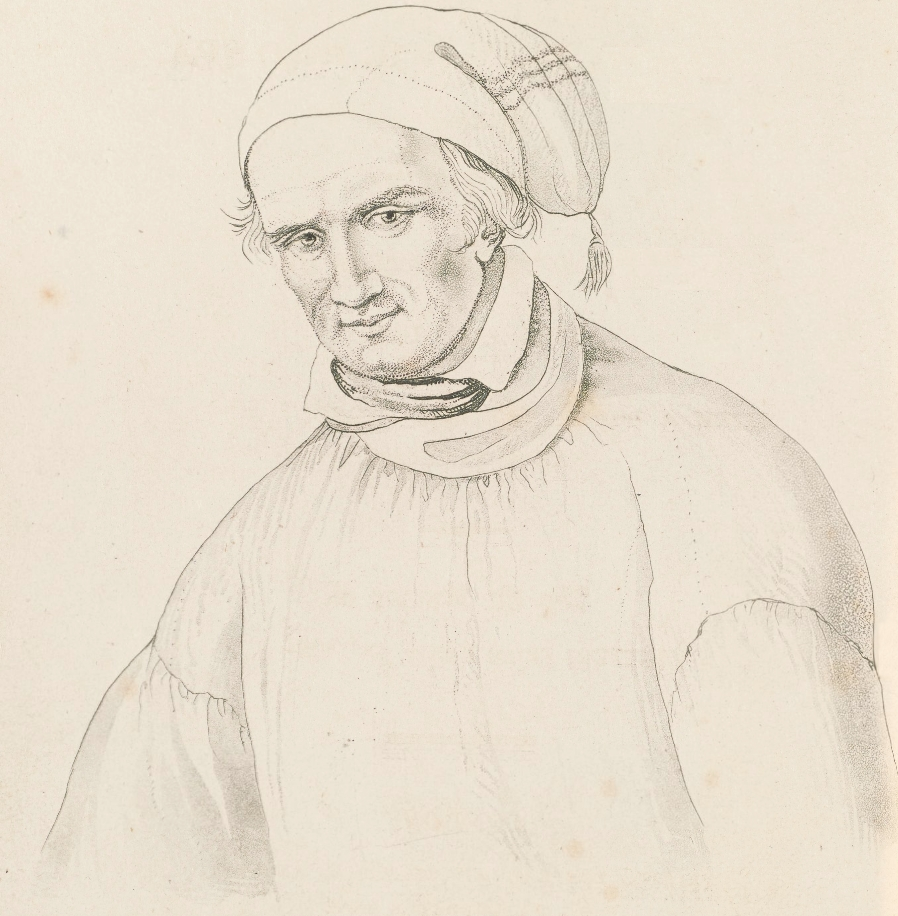
Portrettekening van Decoster met slaapmuts (Masquerier, 1815)

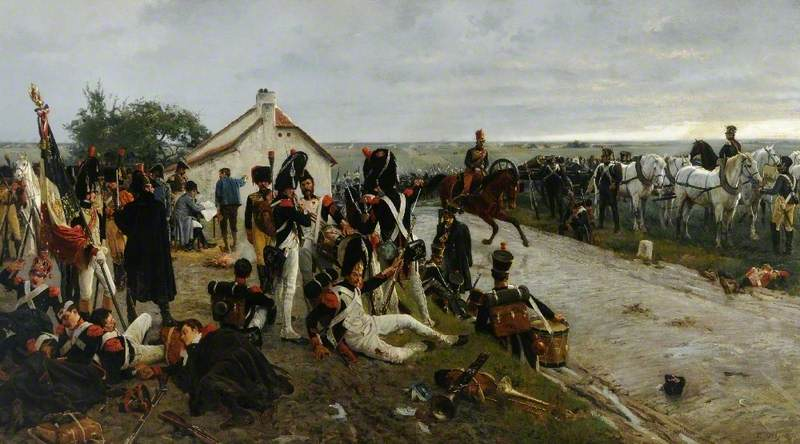
De ochtend van de Slag bij Waterloo (Ernest Crofts, 1876): Decoster wordt ondervraagd door een over zijn landkaarten gebogen Napoleon.

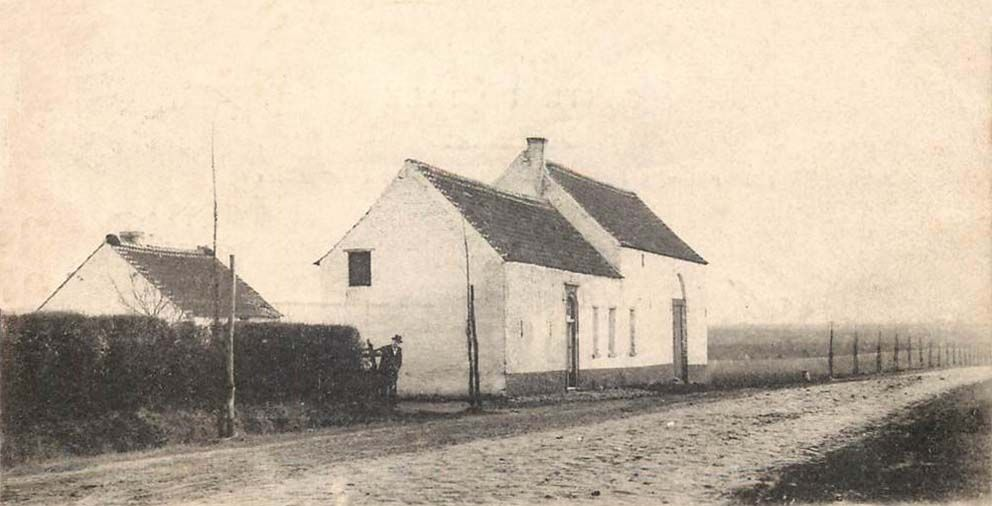
Huis van Decoster (ca. 1900)

Jean-Baptiste Decoster (Korbeek-Lo, 13 oktober 1760 – 1826) was een Zuid-Nederlandse landbouwer en kroeghouder die door keizer Napoleon Bonaparte werd opgevorderd als gids tijdens de Slag bij Waterloo. In zijn verdere leven gidste hij beroemdheden en toeristen rond op het slagveld.

## Leven
Hij was de zoon van Willem Decoster en Anna-Maria De Smet uit Korbeek-Lo. Hij vestigde zich over de taalgrens en huurde een kleine hoeve in Plancenoit, waarin hij ook een kroeg opende. Ze lag even buiten het Zoniënwoud op de weg van Waterloo naar Genappe. Hij woonde er met zijn vrouw en zeven kinderen.
Toen de Europese legers zich opmaakten voor de slag, brachten de inwoners van het gebied zich op 17 juni 1815 in veiligheid. Ook Decoster had dat gedaan, maar in de vroege ochtend van zondag 18 juni werd hij toch aangetroffen in zijn woning door gardisten op zoek naar iemand met terreinkennis. Hij kreeg een paard en moest de hele dag Napoleon volgen. Toen duidelijk werd dat de veldslag verloren was, gidste hij de keizer op zijn vlucht. In Genappe werden ze een uur opgehouden in de wanorde om over de Dijlebrug te komen. Daarna ging het via Quatre Bras verder naar Charleroi, waar de keizer Decoster met een hoofdknik van zijn taak verloste. Na door generaal Simon Bernard te zijn betaald met een napoléon, moest hij te voet terugkeren naar zijn vernielde huis.
In de maanden na de slag was Decoster een van de meest gevraagde ooggetuigen. Hij leidde tsaar Alexander I van Rusland en koning Frederik Willem III van Pruisen rond. In september kwam John James Masquerier zijn portret tekenen voor een schilderij. Toeristen als de antiquariër Stephen Weston hechtten groot belang aan de getuigenis van de man "who heard all, saw all, and can tell all". Ook Walter Scott deed in die eerste maanden een beroep op zijn diensten, en suggereerde hem dat hij er vijf frank voor moest vragen. Decoster is er in elk geval niet armer van geworden, want bij zijn dood zou de keuterboer-kroegbaas driehonderdduizend frank hebben nagelaten.
Ook na zijn dood bleef hij tot de verbeelding spreken. Victor Hugo bezocht in 1861 zijn huis en wijdde een hoofdstuk aan hem in het tweede deel van Les Misérables. Het kende de gids een bepalende rol toe doordat hij Napoleon verkeerd zou hebben ingelicht, waarschijnlijk met opzet. In deze traditie zetten Franse historici als Henri Housseye en Augustin Cabanès hem neer als achterlijk dan wel perfide, terwijl Walter Scott net zijn eerlijkheid en nauwkeurigheid benadrukte. De moderne consensus is dat Decoster heeft deelgenomen aan de gebeurtenissen zonder er invloed op uit te oefenen.

## Getuigenissen
Decoster heeft zelf niets op schrift gesteld, maar zijn verklaringen en getuigenissen verschenen in diverse publicaties:
- The Battle of Waterloo, Containing the Accounts [...] From a Variety of Authentic and Original Sources, 1815, p. LXXII
- Stephen Weston, Two sketches of France, Belgium, and Spa, 1817, p. 133-138
- Mercure belge, 1817, p. 65-71
- "Détails inédits sur Waterloo" in: Revue de l'Empire, 1 mei 1843, p. 184-187

## Voetnoten
1. 1 2  Yann Deniau en Yves Moerman, 1815: Napoléon en campagne, Jourdan, 2008, p. 93
2. ↑  Jean-Baptiste Decoster, le petit cabaretier de Waterloo qui fut guide d'un empereur, d'un tsar et d'un roi, LaLibre.be, 1 december 2023
3. ↑  De schets verscheen als aquaprint: Jean Baptiste Coster, British Museum (bezocht 18 augustus 2025).
4. ↑  Stephen Weston, Two sketches of France, Belgium, and Spa, 1817, p. 134
5. ↑  Walter Scott, "Letter IX - Paul to his sister Margaret" in: Paul's Letters to His Kinsfolk, 1816, p. 206
6. 1 2  Waterloo: de schuld van een Vlaming?, Doorbraak.be, 8 juni 2015
7. ↑  Les Misérables, deel II, 1862, boek I, hoofdstuk 8